# Augusto Palacios
Ángel Augusto Palacios Valdivieso (Breña, Provincia de Lima, 23 de diciembre de 1951) es un exfutbolista y entrenador peruano nacionalizado sudafricano. Jugaba de mediapunta. Su último trabajo fue como director deportivo del Orlando Pirates de Sudáfrica entre 1996 y 2017.
Durante sus años como futbolista profesional, jugó en varios equipos de Perú siendo campeón en cuatro oportunidades: en el ADO 1970, 1972 en Sporting Cristal, 1975 en Alianza Lima y 1984 en Sport Boys, asimismo en Costa Rica, Hong Kong, Venezuela, Finlandia, Alemania, Sudáfrica y Australia. Además, jugó 6 encuentros internacionales con la selección de fútbol del Perú.
Como entrenador, Augusto Palacios ha dirigido a clubes de Sudáfrica, Perú y Turquía, así como también a las selecciones nacionales de Hong Kong (fútbol femenino) y a la selección de fútbol de Sudáfrica.

## Clubes

### Como futbolista
| Club                | País       | Año       |
| ------------------- | ---------- | --------- |
| A.D.O.              | Perú       | 1970      |
| Sporting Cristal    | Perú       | 1971-1974 |
| Alianza Lima        | Perú       | 1975-1976 |
| Juan Aurich         | Perú       | 1976      |
| Deportivo Municipal | Perú       | 1977-1978 |
| Juan Aurich         | Perú       | 1978      |
| C.S. Cartaginés     | Costa Rica | 1979-1980 |
| Caroline Hill       | Hong Kong  | 1980-1981 |
| KTP                 | Finlandia  | 1981-1982 |
| Deportivo Táchira   | Venezuela  | 1983      |
| Sport Boys          | Perú       | 1983      |
| Kickers Offenbach   | Alemania   | 1983-1984 |
| Sport Boys          | Perú       | 1984-1985 |
| Black Aces          | Sudáfrica  | 1985      |
| Canberra Olympic FC | Australia  | 1986      |
| Black Aces          | Sudáfrica  | 1987-1989 |
| AmaZulu F.C.        | Sudáfrica  | 1990      |
| Manning Rangers     | Sudáfrica  | 1991      |

### Otros cargos
| Club                 | País      | Año       | Rol                |
| -------------------- | --------- | --------- | ------------------ |
| Orlando Pirates F.C. | Sudáfrica | 1996-2017 | Director deportivo |

### Como entrenador
| Club                       | País      | Año           |
| -------------------------- | --------- | ------------- |
| Santa Marina Norte         | Perú      | 1987          |
| Deportivo Pucallpa         | Perú      | 1988          |
| Kaizer Chiefs F.C.         | Sudáfrica | 1990          |
| Selección nacional         | Sudáfrica | 1992-1993     |
| Gençlerbirliği Spor Kulübü | Turquía   | 1994          |
| Kaizer Chiefs F.C.         | Sudáfrica | 1995          |
| Moroka Swallows F.C.       | Sudáfrica | 1995          |
| Aurich-Cañaña              | Perú      | 1996          |
| Orlando Pirates F.C.       | Sudáfrica | 2012 (e)      |
| Orlando Pirates F.C.       | Sudáfrica | 2016-2017 (e) |

## Palmarés
| Título           | Club             | País | Año  |
| ---------------- | ---------------- | ---- | ---- |
| Segunda División | A.D.O.           | Perú | 1970 |
| Primera División | Sporting Cristal | Perú | 1972 |
| Primera División | Alianza Lima     | Perú | 1975 |
| Primera División | Sport Boys       | Perú | 1984 |